# Urząd Eggebek
Urząd Eggebek (niem. Amt Eggebek) – urząd w Niemczech w kraju związkowym Szlezwik-Holsztyn, w powiecie Schleswig-Flensburg. Siedziba urzędu znajduje się w miejscowości Eggebek.
W skład urzędu wchodzi osiem gmin:
1. Eggebek
2. Janneby
3. Jerrishoe
4. Jörl
5. Langstedt
6. Sollerup
7. Süderhackstedt
8. Wanderup